# Cerastium andinum
Cerastium andinum là loài thực vật có hoa thuộc họ Cẩm chướng. Loài này được Benth. mô tả khoa học đầu tiên năm 1845.